# Deporte en la Antigua Grecia
Este artículo trata del deporte en la antigua Grecia de 1600 a. C. al 600 d. C.,  aproximadamente. El término deporte se utiliza en este artículo en el sentido de uso moderno, aunque esta terminología no se utilizaba en épocas anteriores. De hecho, los griegos no tenían un término  para la palabra deporte.

## Época cretense-micénica (1600 a 1200 a.C.)
Los Juegos Panhelénicos también están estrechamente vinculados a un culto religioso: los Juegos Olímpicos de Olimpia y los Juegos Nemeos estaban destinados a honrar a Zeus, los Juegos Píticos de Delfos en honor a Apolo, los Juegos Ístmicos de Corinto honraban a Poseidón. A pesar de la escasez de fuentes escritas, epigráficas y arqueológicas, la tradición sostiene que aparecieron en el siglo VII a. C., una fecha incierta ya que la historia de estos juegos y la de los dioses y héroes de la mitología griega están inextricablemente unidas. Ya en el siglo XV a. C. existían juegos sagrados similares en Creta, como atestiguan las excavaciones arqueológicas: las corridas de toros, el boxeo (pancracio) y las carreras son los juegos atléticos más representados en el arte minoico y arte micénico. Los relatos mitológicos establecen una continuidad entre estos juegos en Creta y los de Grecia. Sin embargo, las competiciones atléticas en los santuarios panhelénicos desempeñaron un papel importante en el desarrollo de la religión griega antigua. A lo largo de los siglos, las instalaciones deportivas (estadio, gimnasio, palestra e hipódromo) y las competiciones se alejaron de estos santuarios, ganando así su autonomía. Este fenómeno puede asociarse a una cierta secularización de los Juegos Panhelénicos.

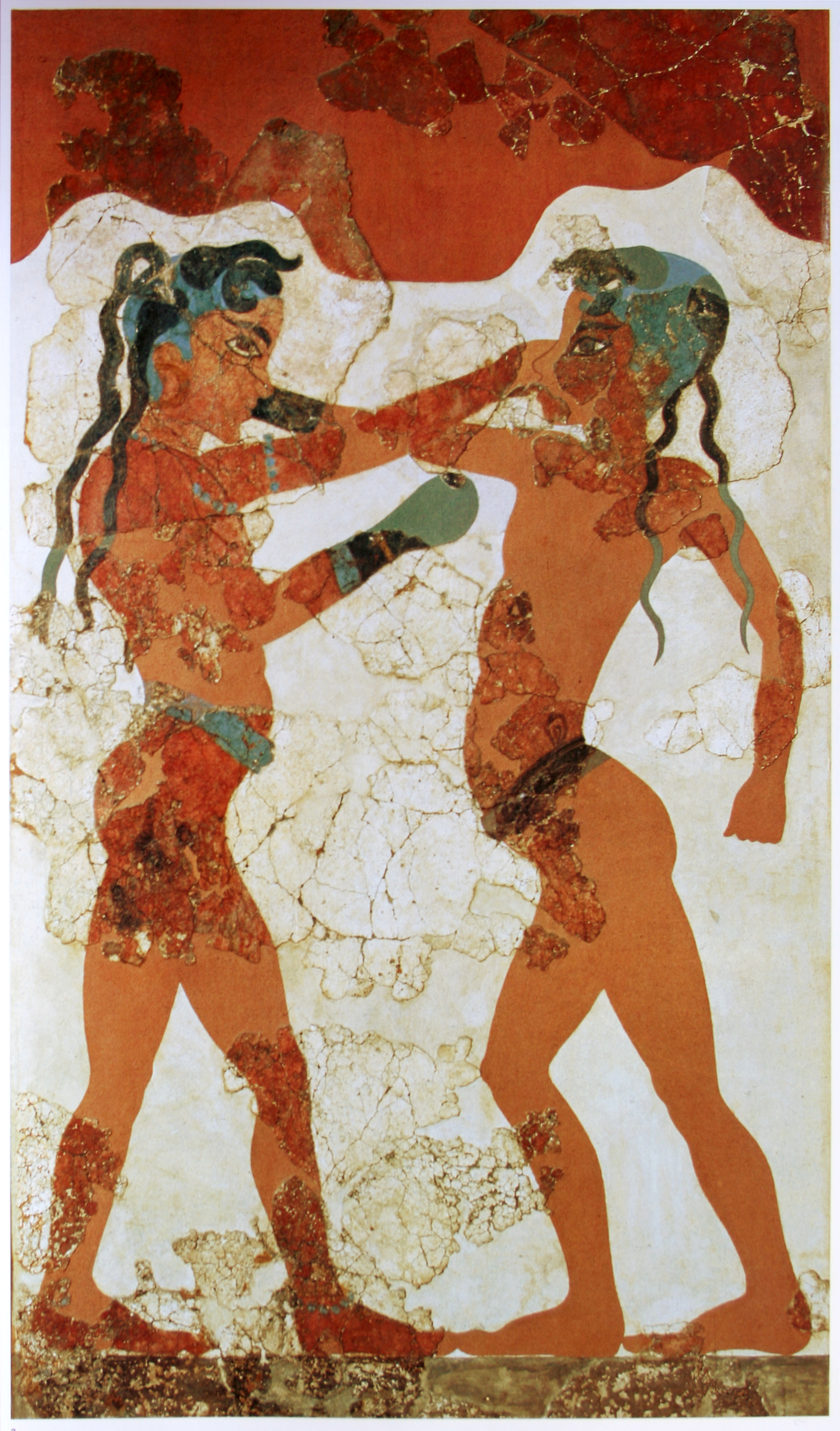
Jóvenes púgiles minoicos representados en un fresco de Cnosos (1500 a. C.) Es la primera prueba conservada del uso de guantes.

Solo cuando el deporte se expresa como un fenómeno social puede convertirse en objeto de estudios históricos. El deporte como fenómeno social apareció por primera vez en Grecia continental hacia el año 1600 a. C., cuando se desarrolló una civilización avanzada en el Mediterráneo oriental, centrada en la ciudad de Micenas, A pesar de las escasas fuentes, que se limitan a los hallazgos arqueológicos, es posible hacerse una idea relativamente precisa de las condiciones sociales y del deporte de este periodo. Mientras que hasta ahora se suponía que los griegos de la época micénica fueron los primeros en participar en competiciones deportivas, los hallazgos arqueológicos demuestran que la tradición deportiva de los antiguos egipcios se remonta a una época tan temprana como el tercer milenio a. C.
El deporte en la cultura micénica estaba reservado exclusivamente a la clase social aristocrática. El marcado comportamiento competitivo que imperaba entre la nobleza micénica se manifestaba, entre otras cosas, en diversas competiciones deportivas. Estas competiciones tenían lugar principalmente en eventos festivos como funerales o bodas. Sin embargo, hay indicios de que algunas competiciones eran un mero pasatiempo. A los participantes en estas competiciones les interesaba sobre todo la fama y el honor que conllevaba una competición completada con éxito. Independientemente de las distintas competiciones, el rendimiento físico y la superioridad física gozaban de un valor muy alto debido a los numerosos conflictos militares, ya que uno de los requisitos para el éxito militar era el manejo hábil de las distintas armas. En consecuencia, el deporte estaba muy vinculado a las necesidades militares, lo que significaba que las mujeres quedaban excluidas de él.
Entre las formas de competición que se conservan de esta época se encuentran diversas carreras de cuadrigas, tiro con arco, boxeo y luchas, así como duelos con armas. También hay numerosas representaciones de actos acrobáticos con toros. Debido a la creciente influencia de Creta en la cultura micénica, la danza también ganó en importancia a partir del siglo siglo XVI a. C., constituyendo la manifestación más importante de la cultura cretense del físico.
Basándose en los hallazgos arqueológicos de Olimpia, se supone que en esta época ya se celebraban competiciones deportivas. Los orígenes de los juegos Olímpicos en la Antigüedad se remontan, pues, a la época micénica. Como Olimpia era un lugar de culto, las competiciones deportivas se celebraban allí como actos rituales para honrar a diversos dioses o héroes. Aunque estas competiciones no eran más que un rasgo periférico de las actividades de culto de Olimpia en aquella época, el alto valor que se daba al rendimiento físico se pone de manifiesto en esta conexión entre deporte y culto.

## Época arcaica (800 a 500 a.C.)
Solo se pueden encontrar muy pocas fuentes y hallazgos arqueológicos para los cuatro siglos que transcurren entre el declive de los micénicos y el comienzo de la época arcaica. Según Bohus (1986), esta Edad Oscura va de la mano de un declive cultural general de la cultura griega primitiva en esta época. Solo a partir del siglo VIII a. C. la situación de las fuentes mejora significativamente.  Los juegos deportivos (agones) eran importantes para los griegos. Aparecen en sus dos primeros textos literarios, la Ilíada y la Odisea: los juegos fúnebres organizados por Aquiles tras la muerte de Patroclo y los juegos organizados por el rey Alcínoo para honrar a Odiseo. Estas competiciones atléticas celebradas en honor de una persona fallecida incluían varias pruebas, entre ellas la hoplomaquia (combate armado), que se dice que es el origen de las luchas de gladiadores. Las epopeyas homéricas Ilíada y Odisea tienen una importancia fundamental para el desarrollo y la unificación de la sociedad antigua griega y constituyen las fuentes literarias más importantes para época arcaica y su historia del deporte.

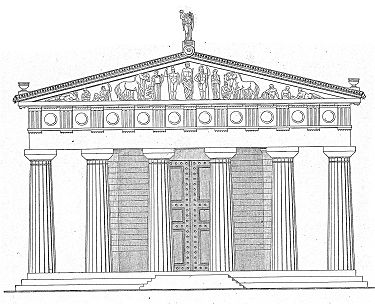
Ilustración del Templo de Zeus en Olimpia.

La sociedad arcaica se desarrolló como resultado de la inmigración de dorios y griegos del noroeste a la zona de la actual Grecia. Con el fin de estos importantes desplazamientos de población, en torno al año 800 a. C., se observa que, gracias a una lengua, una escritura y una religión comunes, se formó en la región una unidad cultural común que, a pesar de las divisiones políticas, se caracterizaba por un sistema de gobierno aristocrático común. Al igual que en la época micénica, el deporte estaba vinculado a la nobleza, en su mayoría reservado a los hombres y gozaba de un alto estatus. Además, por primera vez hubo una designación especial para los competidores, que se llamaron athletaí (en griego antiguo: athleuein, «luchar por un premio»). También en la época arcaica las competiciones se celebraban principalmente en los festivales, pero en esta época fueron sobre todo los festivales cultuales y sus competiciones los que adquirieron una inmensa importancia, al igual que las competiciones deportivas dentro de estos festivales cultuales religiosos. En esta época se crearon las competiciones sagradas más importantes de los griegos con los Juegos Panhelénicos: los Juegos Olímpicos en Olimpia, los Juegos Píticos en Delfos, los Juegos Ístmicos en Istmia cerca de Corinto y los Juegos Nemeos en Nemea. Cada uno de estos eventos servía para honrar a un dios en particular. Mientras que los de Olimpia y Nemea estaban dedicadas a Zeus, los Píticos honraban a Apolo y los Ístmicos a Poseidón. En el trascurso del tiempo, los Juegos Olímpicos en particular experimentaron un ascenso y se convirtieron en los juegos más grandes e importantes. Durante los Juegos Olímpicos, se proclamaba la llamada tregua olímpica entre las ciudades enfrentadas, que garantizaba una tregua durante los Juegos. El primer estadio verificable se descubrió durante las excavaciones en Olimpia, donde se añadió una pista de atletismo de varios carriles al recinto olímpico alrededor del año 700 a. C.

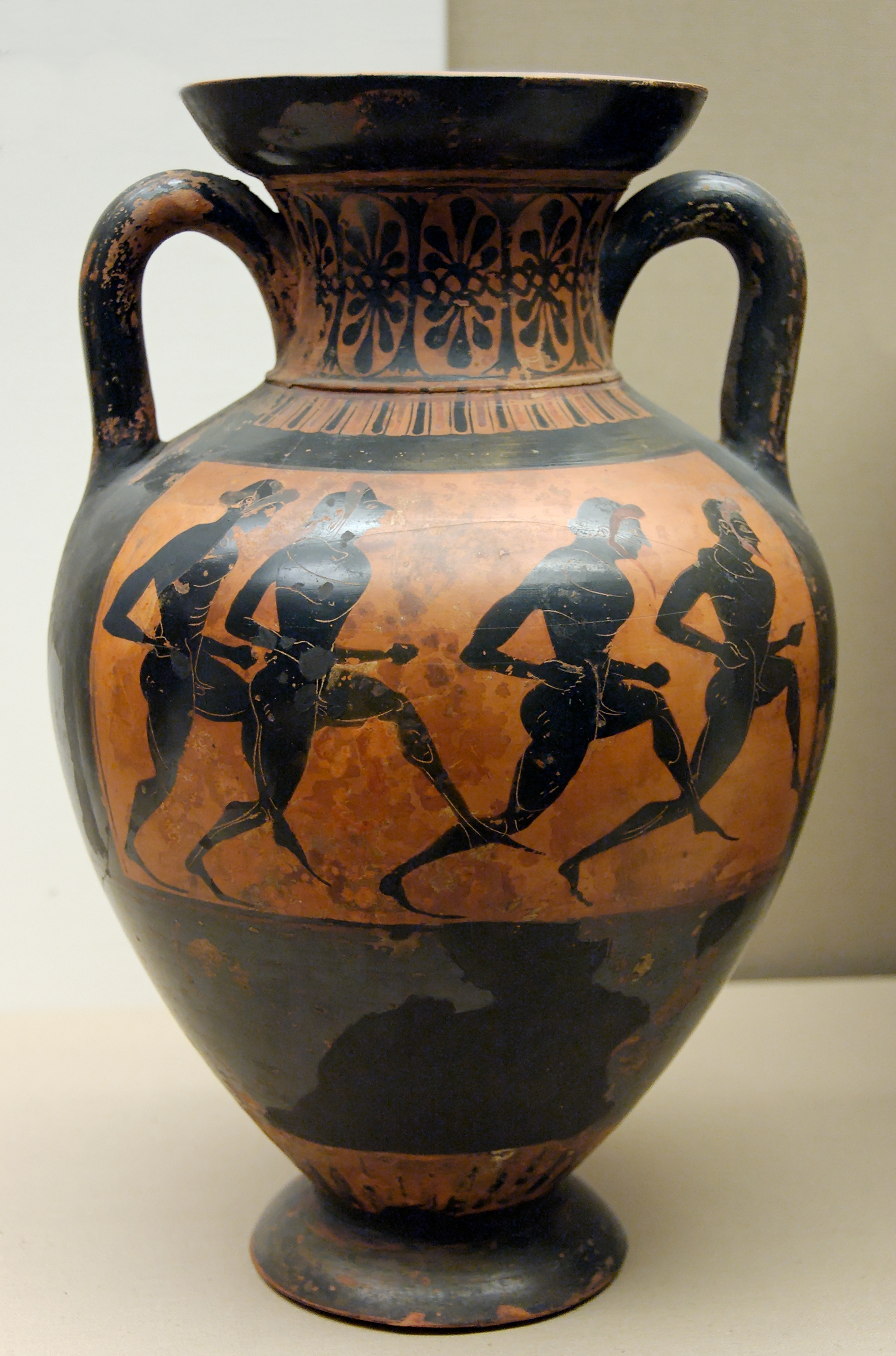
Dólico en ánfora panatenaica griega hacia el 530 a. C.

Los primeros registros escritos de competiciones deportivas proceden de Hipias de Élide, del siglo V a. C. Hipias habla de la organización de los primeros Juegos Olímpicos oficiales en el año 776 a. C. Sin embargo, sus registros deben tratarse con precaución, ya que la exactitud de esta información ya se ponía en duda en la antigüedad. Hipias escribió su crónica de los Juegos de Olimpia en nombre de los eleos (habitantes de la ciudad de Elis y organizadores de los Juegos en aquella época). Su escrito pretendía demostrar la reivindicación de los eleos en la gestión y organización de los Juegos, ya que los organizaban desde el inicio de las Olimpiadas. Como resultado, sus registros de los primeros juegos en particular a menudo fueron etiquetados como falsos.

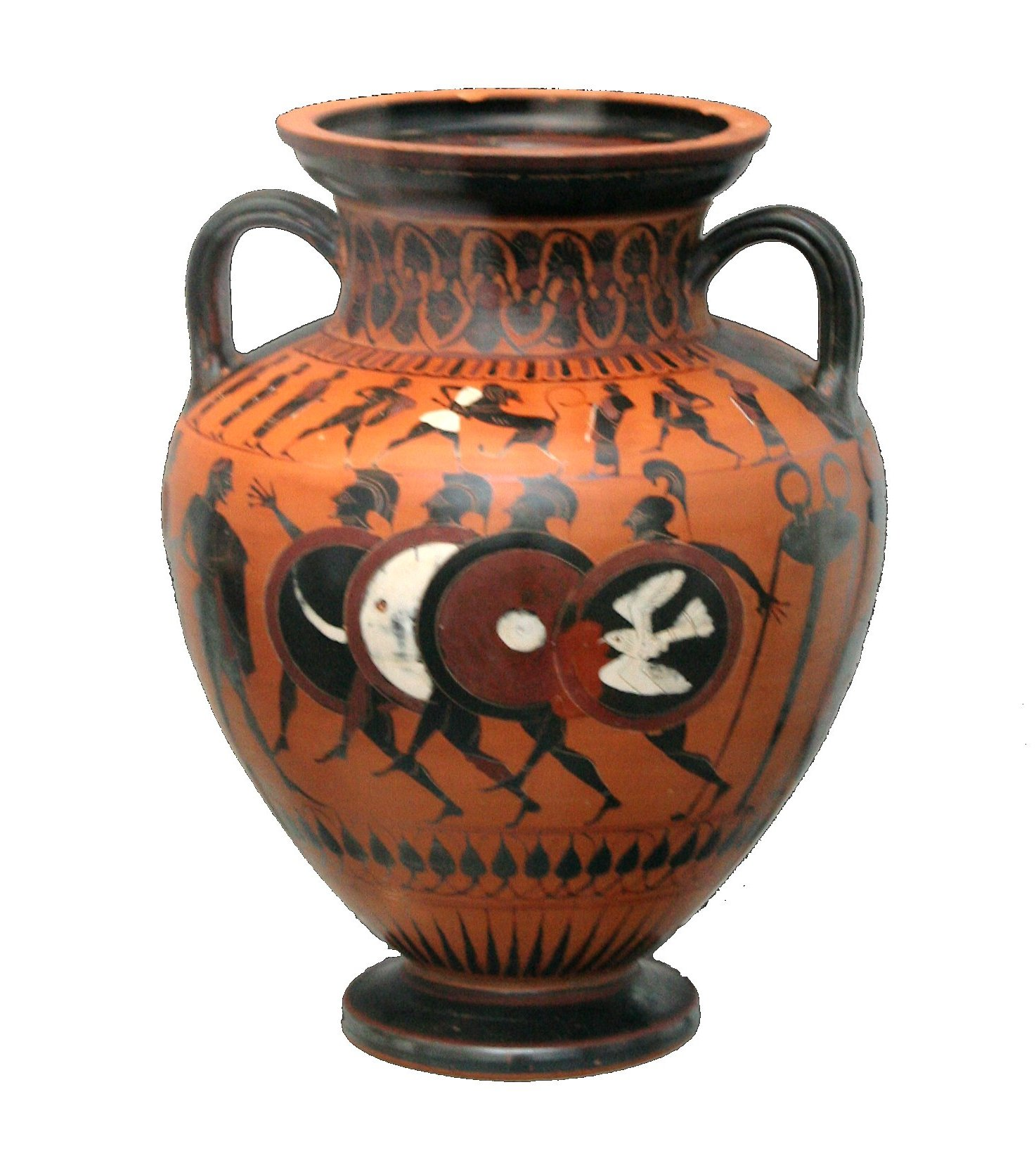
Atletas corriendo un hoplitódromo. Cerámica ática de figuras negras. Ánfora del Grupo E, c. 550 a. C.

Según los escritos de Hipias, las Olimpiadas se celebraban cada cuatro años desde el año 776 a. C. Durante los primeros catorce Juegos Olímpicos, la carrera en el estadio era la única disciplina. En el transcurso de la época arcaica, se añadieron gradualmente al programa de los Juegos disciplinas como la doble carrera (carrera de estadio doble), la carrera de campo a través (dólico), el pentatlón (salto de longitud, carrera de estadio, lucha, lanzamiento de disco y jabalina), la lucha, el pugilato, las carreras de carros, la equitación, el pancracio, el hoplitódromo (carrera con armas) y diversas competiciones para jóvenes. 
Por lo tanto, el espectro de los diferentes deportes ya era muy amplio en esta época. Además de las competiciones masculinas, a partir del siglo VI a. C. también se celebraban en Olimpia competiciones de atletismo para mujeres cada cuatro años con motivo de los Juegos Hereos.
Ya alrededor del 700 al 600 a. C., debido a la creciente importancia de las fiestas cultuales, se formaron grupos de deportistas que dedicaban su vida exclusivamente a las competiciones y su preparación y no participaban de la vida cotidiana en sus ciudades de origen. Los primeros nombres de los atletas victoriosos que se dice que lograron logros especiales durante las competencias también aparecen en este periodo. Algunos de ellos son los corredores Quionis de Esparta y Ción de Atenas o el pancraciasta Frinón de Atenas.

## Época clásica (500 a 300 a.C.)
El Libro I de los Macabeos califica de «costumbres gentiles» el hecho de ejercitarse en los gimnasios.: El edificio aparece allí donde los griegos se instalan. Dion Crisóstomo lo cita como una de las características de la ciudad griega, junto con el ágora, el teatro y la estoa. Para el filósofo bárbaro Anacarsis, «hay en cada ciudad griega un lugar donde cada día la locura se apodera de los griegos: el gimnasio».

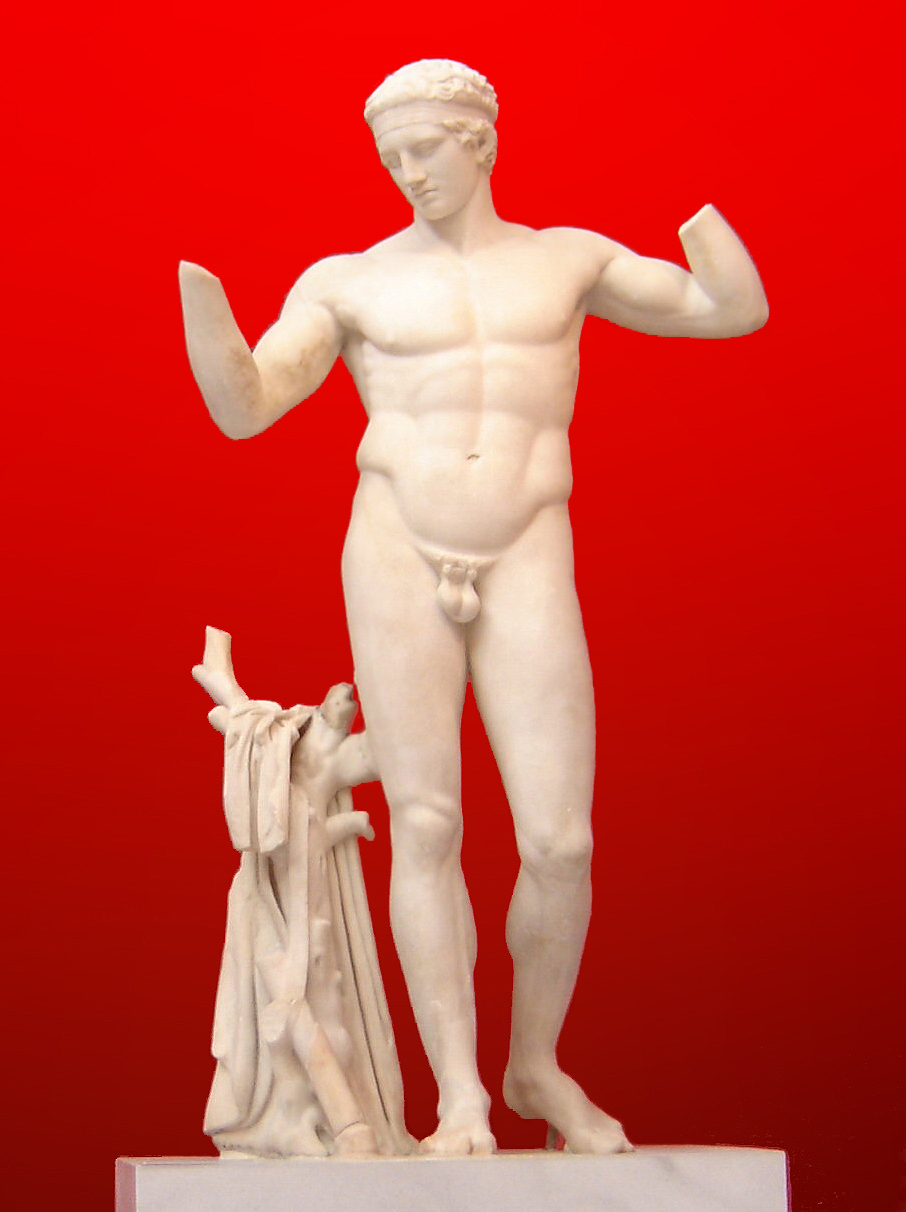
El Diadúmeno de Policleto: atleta ciñendo su cabeza con la banda de la victoria, Museo Arqueológico Nacional de Atenas.

Se agradecía a los dioses su ayuda en los éxitos militares con valiosos regalos. En consecuencia, los juegos sagrados ganaron en importancia y alcance, sobre todo los juegos de Olimpia, donde ahora se encontraba el mayor templo del Peloponeso. Ya no eran sólo los atletas y los espectadores los que acudían a Olimpia durante los juegos, sino también los artistas y los eruditos que esperaban ganar notoriedad en todo el mundo griego. Los atletas victoriosos, a su vez, podían asegurarse la fama y la gloria en todo el país. Se cree que a partir del siglo V a. C., como muy tarde, los atletas competían completamente desnudos. La excepción eran los aurigas, que llevaban un taparrabos. En siglos anteriores, los atletas seguían llevando al menos un cinturón alrededor del pubis para cubrirlo. La desnudez se explica por la apertura fundamental de los antiguos griegos a las cuestiones físicas, pero también se habla de las ventajas en términos de agilidad y velocidad de los atletas que aportaba el hecho de estar desnudo. Numerosas esculturas y retratos documentan esta desnudez. A las mujeres que sorteaban la prohibición de participar en los Juegos Olímpicos, se las podía castigar incluso con la pena de muerte.

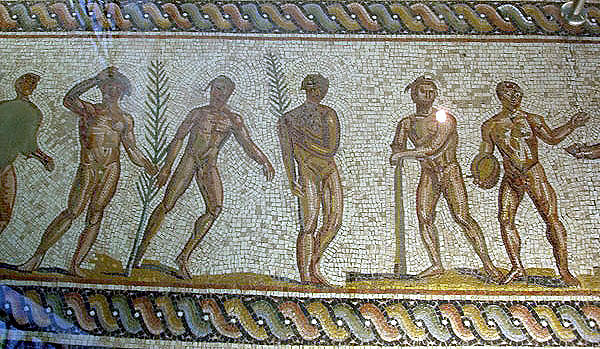
Homenaje a los atletas ganadores.

Debido al carácter religioso de los juegos, los atletas eran adorados como dioses cuando ganaban, ya que la victoria se entendía como un don divino. Los premios oficiales por la victoria de los atletas en los cuatro juegos sagrados tenían, a primera vista, un valor más simbólico. Además de una corona hecha con ramas de los árboles sagrados de los respectivos santuarios, los ganadores participaban en un banquete conjunto con los dignatarios del santuario. Sin embargo, en su ciudad natal, la fama obtenida por el país de origen al ganar un concurso de este tipo solía traer consigo ventajas materiales, como premios en metálico, exención de impuestos o comidas gratuitas. Si un atleta de Atenas volvía victorioso de los Juegos Sagrados, podía incluso disfrutar de una prima de 500 dracmas, que en aquella época correspondía a más de un año de salario. En otras competiciones, las primas por victoria fueron proporcionadas directamente por los organizadores para atraer a los mejores atletas a sus festivales de culto. A los vencedores se les regalaba un caldera de bronce, a veces, sobre un trípode.

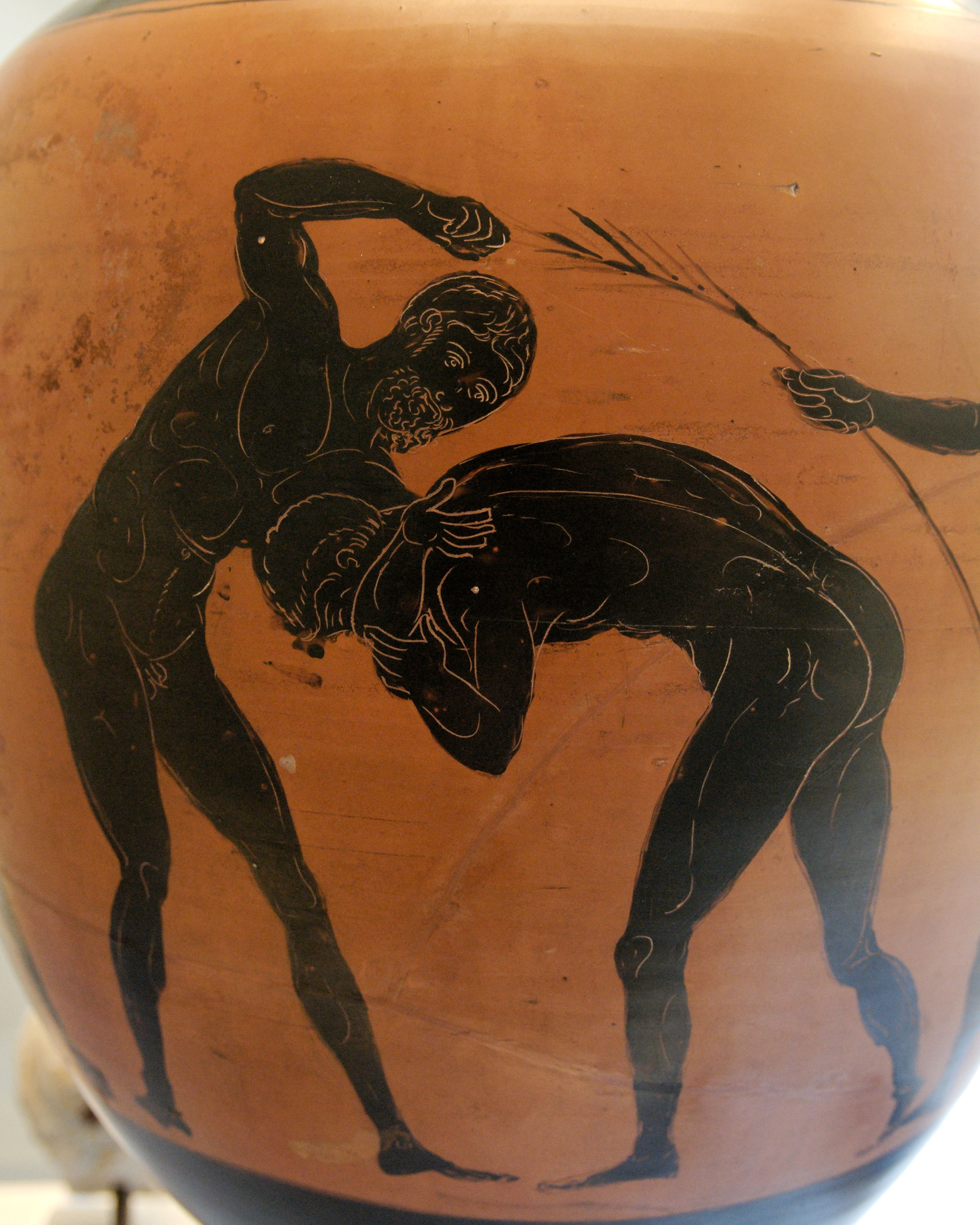
Ánfora panatenaica con dos pancraciastas compitiendo.

En las Panateneas en Atenas, recibían aceite en ánforas panatenaicas especialmente fabricadas. Otros premios eran el grano (en Eleusis), los escudos redondos de bronce (en Argos), vasos de plata (en Maratón), vaso metálicos en Tebas y en los juegos en el monte Liceo en Arcadia) o las túnicas (en Pelene). Estos valiosos premios y la veneración de los atletas hacían que estos viajaran de una competición a otra con la misma rutina, siempre con un séquito de entrenadores y familiares. Por lo tanto, la rutina de los atletas de aquella época era probablemente comparable a la de un atleta profesional moderno. Por primera vez, los atletas de clase media también pudieron participar en las distintas competiciones.
Sin embargo, los atletas y la organización de las competiciones también fueron duramente criticados por algunos filósofos y académicos. Afirmaban que los deportistas eludían el deber cívico general de apoyar el bien común y olvidaban las normas éticas por el atractivo de la victoria y sus repercusiones.

## Época helenística (336-30 a.C.)

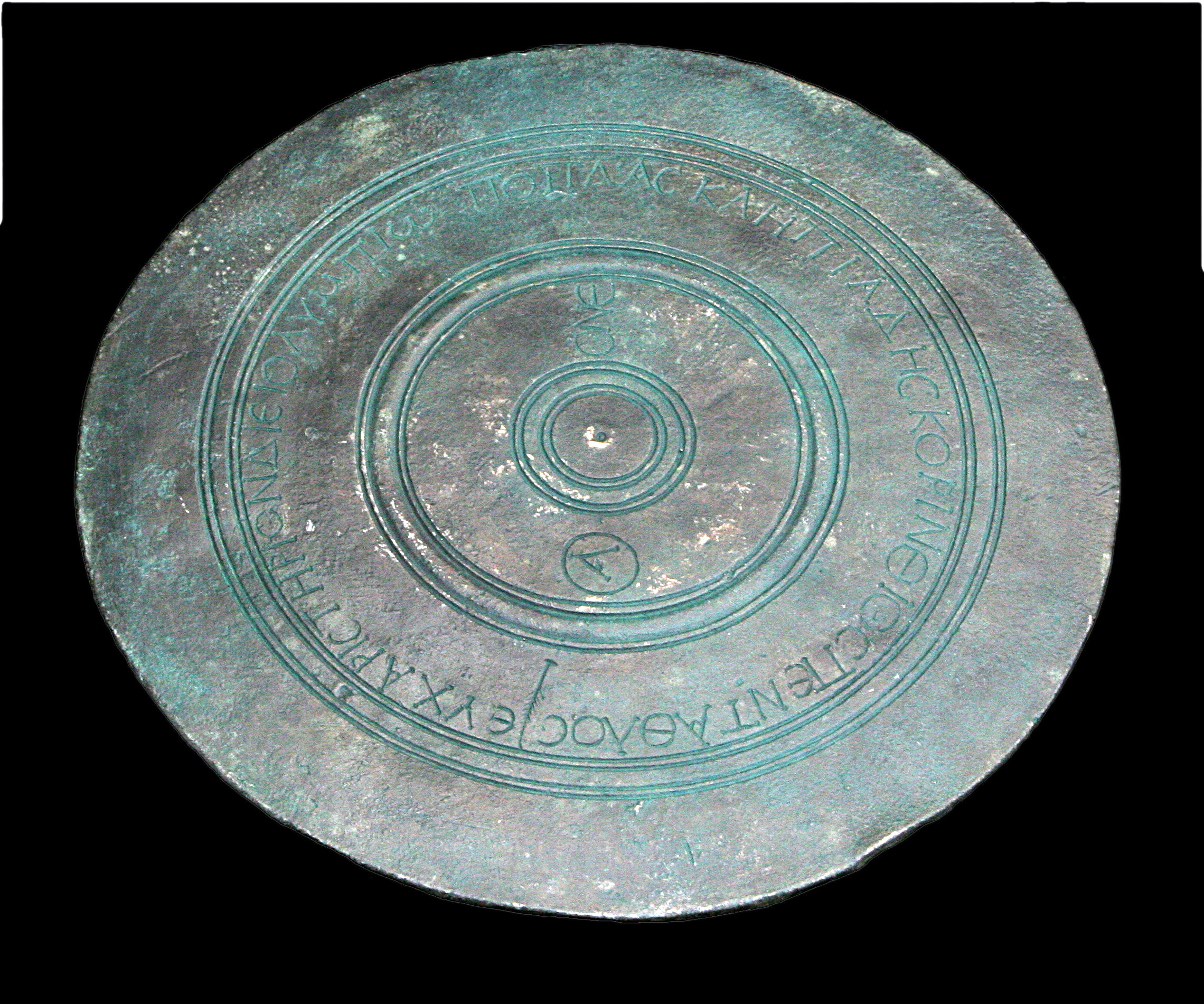
Réplica del disco de bronce ofrecido por Publio Asclepíades a Zeus después de su victoria en el pentatlón en el año 241.

La estructura educativa de los griegos era muy popular. Ya en la época clásica se implantó un sistema escolar de tres niveles, compuesto por escuelas primarias, gimnasio y academia, en el que el deporte y la gimnasia desempeñaban un papel no desdeñable. El gimnasio  la escuela superior, que en un principio era exclusivamente un lugar de actividades deportivas, se transformó en un centro de cultura helénica. Además de la formación intelectual de los jóvenes en materias punteras como la gramática o la retórica, también se realizaba allí su entrenamiento deportivo. Al mismo tiempo, los terrenos del gimnasio servían de campo de entrenamiento para los atletas que se dedicaban por completo a las competiciones atléticas El programa del gimnasio, en sentido estricto, era el pentatlón (carreras, salto de longitud, lanzamiento de disco y de jabalina), en el que los efebos eran entrenados por el instructor de la paideía.

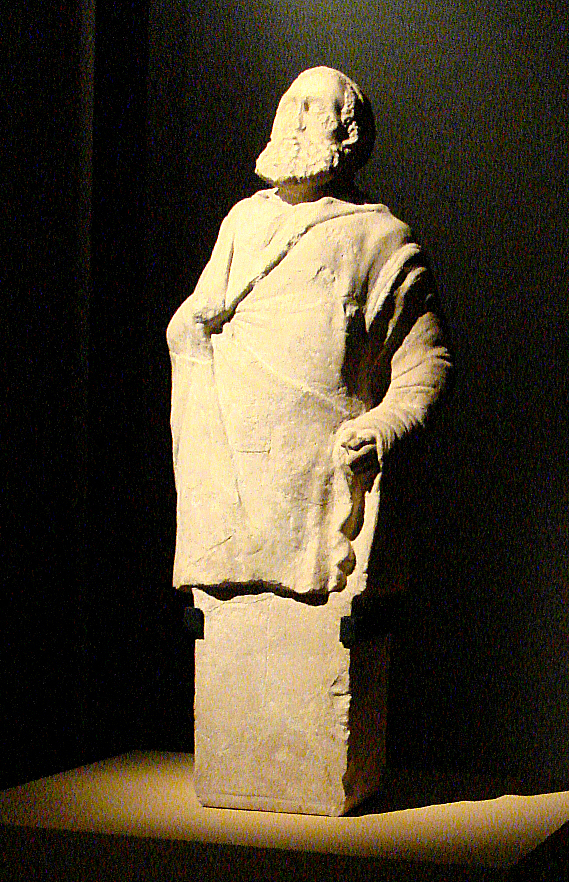
Una figura hermáica de un anciano, de la cual se piensa podía representar a un entrenador del gimnasio; sostenía una barra larga en la mano derecha.

Los jóvenes que mostraban un talento especial en este deporte eran promovidos específicamente tras consultar con sus padres e integrados en el programa de entrenamiento de los atletas para participar gradualmente primero en competiciones regionales y luego suprarregionales. El entrenamiento era intensivo y suponía una exigencia física muy dura para los atletas. Mientras que en la época clásica el sistema educativo estaba reservado exclusivamente a los varones, en la época helenística las niñas también pudieron asistir por primera vez a los centros educativos y, en consecuencia, también disfrutar de las actividades gimnásticas. El deporte no se practicaba exclusivamente como entrenamiento para las competiciones, sino en forma de gimnasia sobre todo para mejorar la salud y el bienestar individual de cada persona. Esto iba de la mano de la dietética, la enseñanza de un estilo de vida consciente de la salud, que era cada vez más popular entre los ricos. En principio, el acceso a los centros educativos estaba reservado a las clases sociales más altas, ya que la enseñanza era impartida exclusivamente por profesores particulares.
Los Juegos Sagrados también sufrieron algunos cambios durante este periodo. Con la ampliación de la zona de influencia griega, también se admitieron por primera vez atletas extranjeros en los Juegos. Sin embargo, con la creciente importancia de las disciplinas intelectuales, el grupo de atletas profesionales también fue criticado con más dureza que nunca.

## Época helenística-romana (200 a.C. a 600 d.C.)

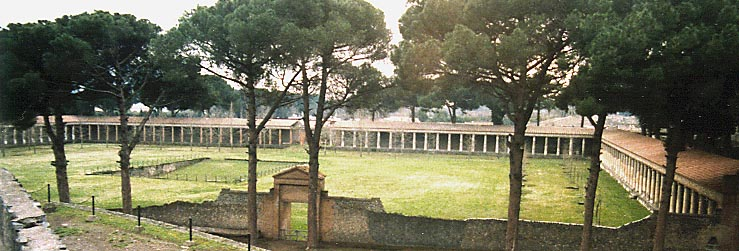
Gimnasio de Pompeya.

Con la incorporación de Grecia al Imperio romano, la cultura romana y la helenística se mezclaron cada vez más. En general, la cultura helenística dominaba la sociedad romana, pero esta mezcla también provocaba conflictos, especialmente en el deporte. El deporte griego y la forma de organizar las competiciones deportivas suscitaron rechazo en Roma, ya que allí las competiciones deportivas se celebraban exclusivamente para el espectáculo. La mayoría de las competiciones deportivas celebradas por los griegos eran simplemente demasiado monótonas para los romanos. En Roma sólo eran muy populares las carreras de carros y de caballos y otros eventos espectaculares como las luchas de gladiadores o las cacerías de animales. Algunos de estos eventos tuvieron lugar ante cientos de miles de espectadores. El mayor estadio de la época era el Circo Máximo de Roma, con capacidad para 200 000 personas.
La gimnasia helenística, por su parte, encontró gran aprobación en el Imperio romano, en contraste con las competiciones deportivas. Así, en todas las grandes ciudades se establecieron gimnasios para la realización de ejercicios físicos. También se notaron otras influencias de la dietética. En el a, por ejemplo, se construyeron los primeros grandes baños (termas) y el número de baños públicos creció constantemente. La gimnasia por sí sola no tenía cabida en el sistema escolar romano. Como el rendimiento deportivo de los atletas no era lo más importante en Roma, sino el entretenimiento del público, los atletas profesionales griegos encontraron poco apoyo, además de que ya habían sido muy criticados en Grecia durante algún tiempo. Con la creciente importancia de los juegos públicos, la educación física militar, que seguía siendo tan esencial en los primeros tiempos de Roma, fue perdiendo importancia.
A partir del siglo III d. C., el cristianismo dominó cada vez más el mundo helénico-romano. En principio, el cristianismo no tenía nada en contra del deporte o de la práctica del ejercicio físico y, sin embargo, se fue desarrollando una actitud hostil al cuerpo. Los juegos sagrados de los griegos, que equivalían a la adoración de ídolos, eran tan rechazados como los juegos públicos de los romanos, que implicaban la crueldad con los animales y el asesinato de seres humanos. Por ello, el emperador Teodosio impuso la prohibición de los Juegos Olímpicos en el año 394. El atletismo y todos los juegos públicos fueron prohibidos en lo sucesivo. Los antiguos atletas tuvieron que esperar muchos años antes de que se les permitiera bautizarse, por ejemplo. La gimnasia helenística y los deportes orientados a la salud también fueron duramente criticados por los estudiosos de la Iglesia, que exigían un cambio general en la comprensión del cuerpo.

## Otros deportes
Aunque la mayoría de los griegos sabían nadar —«no sabe leer ni nadar»— es una expresión tradicional para referirse a un idiota»,, los deportes acuáticos estaban relativamente poco desarrollados. Una prueba de natación (o de buceo, el término griego κόλυμϐος/kólumbos no está claro) solo se conoce en los juegos del templo de Dioniso Melanaigis en Hermíone. Las regatas son menos raras; se encuentran pruebas de remo en las Panateneas de Atenas,̟ Córcira  y Nicópolis, al menos a partir de Augusto.

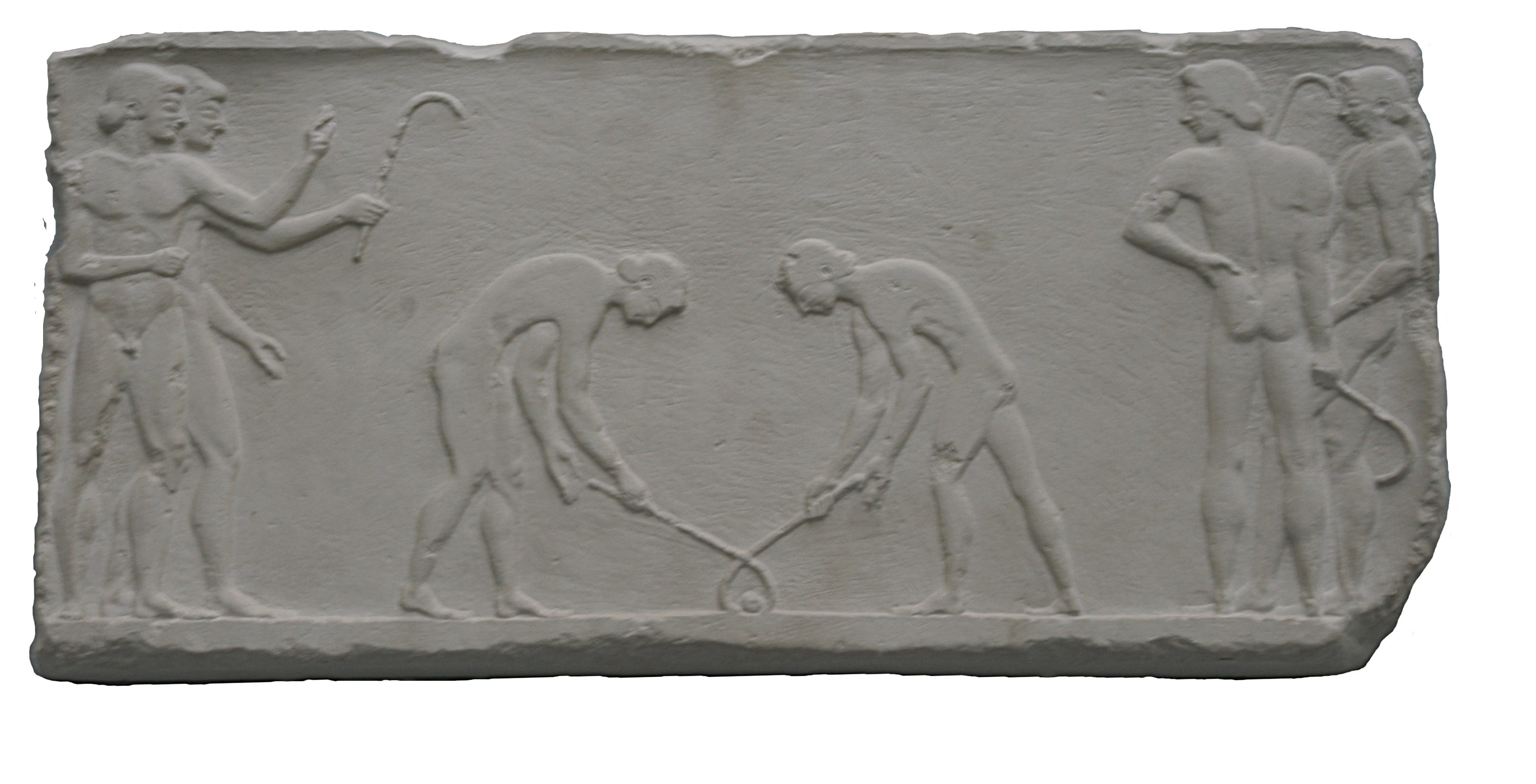
Jugadores de hockey, bajorrelieve ateniense del, Museo Arqueológico Nacional de Atenas.

Los griegos conocían los juegos de pelota, cuyo origen Heródoto atribuye a los lidios. En la Odisea, Nausícaa y sus seguidores juegan a la pelota después de lavar la ropa. Estos juegos parecen ser bastante populares: un hombre llamado Timócrates  y el médico Galeno  les dedican un tratado, y Teofrasto cita el sphairistêrion (en griego antiguo: σφαιριστήριον), una habitación reservada para estos juegos, como una característica relativamente común de una casa privada rica. En el siglo I d. C., Julio Pólux enumera un gran número de ellas, pero en su mayoría se limita a dar el nombre sin explicar las reglas; Ateneo proporciona algunas descripciones. Al parecer, la apórraxis (en griego antiguo: ἀπόῤῥαξις) consistía en regatear durante el mayor tiempo posible. La ouranía (en griego antiguo: οὐρανία) se jugaba con la mano contra la pared, más bien como la pelota vasca a mano desnuda o como el fives británico. El ἐπίσκυρος tenía la peculiaridad de jugarse en equipo; la descripción que deja Pólux es incompleta, pero parece ser un ancestro del rugby. Un bajorrelieve ático del siglo VI a. C. también muestra lo que se parece mucho al hockey moderno. Sin embargo, se trataba de juegos deportivos, no de verdaderos deportes, y no alcanzaban la popularidad del fútbol en los tiempos modernos; no se encontraban en el programa de las competiciones deportivas. La única ciudad en la que llegaron a ser importantes fue Esparta.

## Críticas

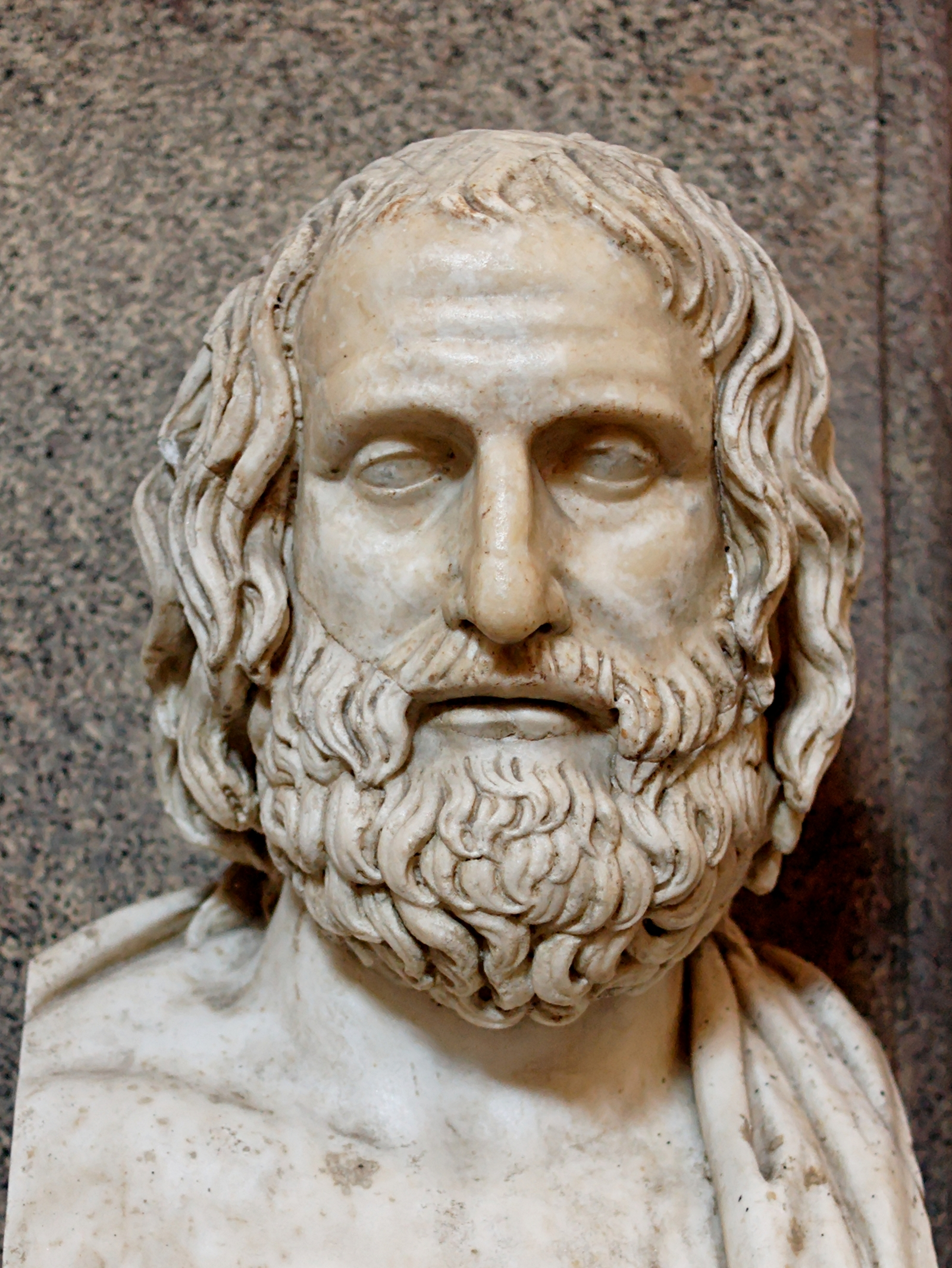
Busto de Eurípides. Copia romana de una obra griega datada ca. 330 a. C.

Varios autores de la antigüedad denostaban a los atletas. El filósofo jónico Jenófanes (siglo VI a. C.) opone el sabio al atletaː «Aquel que, en Olimpia, vence en el pugilato, las pruebas de equitación o en las carreras, será admirado por la gente y se convertiría en ciudadano ilustre de la ciudad donde nació», pero no sería tan digno como yo. Porque mejor que la fuerza de hombres y caballos, es nuestro conocimiento. Es inicuo y poco justo  preferir la fuerza al diestro conocimiento. En efecto,  el púgil, el luchador y el corredor son, cada cual en su disciplina, superiores a todo el mundo, pero no por eso cuenta la ciudad con un menor orden».
Las posiciones entre el hombre del espíritu y el hombre de los puños se había radicalizado tanto, que en una obra satírica
Eurípides dice exageradamente: «Hay en Grecia un raudal de hombres malos, pero ninguno peor que los atletas (... ) Porque ¿qué buen luchador o qué corredor ligero, qué lanzador de disco o qué buen púgiles útil, ganando la corona, a la ciudad donde nació? ¿Tendremos, quizás, que combatir al enemigo  con el disco en la mano? A los sabios y a los hombres de bien debemos el honor de las coronas, y también a aquel que gobierna la ciudad (...)». El ataque con la misma exageración, apunta en a misma dirección que en el caso de Jenófanes. No obstante, los ejercicios corporales contribuyeron a la superioridad de los griegos frente a sus enemigos; pero la crítica de un amplio espacio de la literatura dietética y el de Eurípides va más alláː los atletas no sirven para nada, porque su especialización hace que su dieta sea monótona y no llevan la vida que deberían. Hipócrates dice que no solo el atletismo profesional lleva a la monotonía, sino que comporta un peligro para la fisiología del atleta. El exceso de especialización hace que el organismo llegue al límite de sus posibilidades, límite a partir del cual solo cabe la degradación. En el más inofensivo de los casos, el atleta puede llegar a tener tanta musculatura que resulta una persona inútil y se estorba a sí mismo. La salud reside en la simetría, pero el atletismo solo contribuye al desarrollo de determinadas partes del cuerpo con finalidades concretas, de lo cual deriva la inestabilidad física. Aristóteles opone los beneficios del conocimiento a los del atletismo.